# Bataille d'Almodóvar del Río
Reconquista
Batailles
- Covadonga (722)
- Burbia (791)
- Lutos (794)
- Barcelone  (801)
- Clavijo (844)
- San Esteban de Gormaz  (917)
- Simancas (939)
- Barcelone (985)
- Torà (1006)
- Barbastro (1064)
- Sagrajas (1086)
- Alcoraz (1096)
- Bairén (1097)
- Consuegra (1097)
- Uclès (1108)
- Croisade norvégienne (1108-1109)
- Valtierra (1110)
- Congost de Martorell (1114)
- Cutanda (1120)
- Fraga (1134)
- Oreja (1139)
- Ourique (1139)
- Coria  (1142)
- Santarém  (1147)
- Lisbonne  (1147)
- Santarém  (1184)
- Alarcos (1195)
- Al-Damus  (1210)
- Las Navas de Tolosa (1212)
- Majorque  (1229)
- Jerez (1231)
- Puig de Cebolla (1237)
- Séville (1247-1248)
- Salé (1260)
- Révolte mudéjar  (1264-1266)
- Écija (1275)
- Algésiras  (1278-1279)
- Moclín  (1280)
- Gibraltar  (1309)
- Gibraltar  (1315)
- Gibraltar  (1333)
- Tarifa / Río Salado (1340)
- Algésiras  (1342-1344)
- Gibraltar  (1349-1350)
- Gibraltar  (1411)
- Ceuta (1415)
- La Higueruela (1431)
- Campagne de Grenade (1482-1492) : Lucena - Grenade

La Bataille d'Almodóvar del Río a eu lieu en 1091 près de la ville d'Almodóvar del Río.

## Contexte
Après leur victoire à la Bataille de Sagrajas en 1086, les Almoravides sous le commandement de Youssef ben Tachfine menaçaient de plus en plus d’étendre leur contrôle sur al-Andalus. Face à cette avancée, Al-Mu'tamid, le dirigeant de la Taïfa de Séville, sollicita l’aide d'Alphonse roi de Léon. En réponse à cette alliance, Castille envoya son commandant Álvar Núñez pour aider Séville contre les forces almoravides.

## La bataille
En 1091, les forces alliées de la Taïfa de Séville et de Léon affrontèrent l’armée almoravide près d'Almodóvar del Río. Malgré leur coalition et leur nombre, les forces de Séville et de Léon furent sévèrement défaites par les Almoravides, sous la direction de Youssef ben Tachfine et Syr ibn Abi Bakr.,

## Conséquences
Cette défaite a eu des conséquences significatives pour la Taïfa de Séville et la région. Les Almoravides consolidèrent rapidement leur contrôle sur le sud d’al-Andalus, marquant la fin de la dynastie Abbadide qui régnait sur Séville. Al-Mu'tamid fut destitué et exilé en Afrique du Nord, laissant les Almoravides dominer la région.,